# Mormugao
Mormugao (portugiesisch Mormugão) ist eine Hafenstadt im indischen Bundesstaat Goa. Sie ist Hauptort eines Taluka (Subdistrikt) des Distrikts South Goa.

## Geographie
Mormugao liegt an der Mündung des Flusses Zuari. Die Mormugao-Bucht gilt als einer der besten Naturhäfen Südasiens.

## Einwohner
Der Ort hat 94.393 Einwohner (2011).

## Geschichte
Unter dem portugiesischen Generalgouverneur Augusto César Cardoso de Carvalho (28. Oktober 1886 bis April 1889) wurden der Hafen von Mormugao und die Eisenbahnlinie bis an die Grenze zu Britisch-Indien eröffnet.
Im Hafen kam es bei der Eroberung Portugiesisch-Indiens durch die Republik Indien am 18. Dezember 1961 zu einem Gefecht zwischen der portugiesischen Fregatte Afonso de Albuquerque und indischen Kriegsschiffen. Die Afonso de Albuquerque wurde dabei zerstört.

## Wirtschaft
Mormugao ist einer der wichtigsten Häfen Indiens für den Eisenerzexport.